# Thibo Baeten
Thibo Baeten (Aalst, 4 juni 2002) is een Belgisch voetballer die doorgaans voor Go Ahead Eagles speelt.

## Clubcarrière

### Club Brugge
Baeten begon met voetballen bij VC Leeuwkens Teralfene en FCV Dender EH. Tot 2017 speelde Baeten in de jeugd bij KAA Gent. In de zomer van 2017 verhuisde Baeten naar Club Brugge. Daar maakte hij nooit zijn debuut in het eerste van Club, wel zat hij op 20 oktober 2020 op de bank bij de uitwedstrijd in de UEFA Champions League bij Zenit Sint-Petersburg (1-2).
Vanaf medio 2020 speelde hij voor Club NXT in Eerste klasse B. Dat team stond in de winterstop laatste met slechts zeven punten. Baeten was in dat team verantwoordelijk voor zes van de elf doelpunten tot dan toe, waarmee hij ruim clubtopschutter was – eerste achtervolger Ignace Van der Brempt had bij de jaarwisseling slechts twee keer gescoord. Drie van zijn zes goals scoorde hij wel vanop de strafschopstip.

### N.E.C.
In de winter van 2021 sprak Baeten de wens uit om te vertrekken bij Club Brugge, waar hij een aflopend contract had. Baeten kon die winter rekenen op interesse van Cercle Brugge en uit Italië. Op 22 januari 2021 ondertekende hij een contract tot medio 2024 bij N.E.C.  Op 5 maart 2021 scoorde Baeten zijn eerste doelpunt voor N.E.C. in de 0-7-zege tegen Helmond Sport.
Baeten kwam in zijn eerste halve seizoen tien keer aan spelen toe in de Keuken Kampioen Divisie, telkens als invaller. Op 23 mei 2021 promoveerde hij met N.E.C. naar de Eredivisie na een 1-2-zege tegen NAC Breda in de finale van de promotie-playoffs. Baeten kwam, in tegenstelling tot zijn landgenoten Jonathan Okita en Mathias De Wolf, in geen van de drie promotiewedstrijden aan spelen toe.

### Torino FC
Op 3 augustus 2021 werd Baeten door N.E.C. een jaar verhuurd aan Torino FC, dat een optie tot koop bedong in het huurcontract. Technisch directeur Ted van Leeuwen verklaarde bij de aankondiging van de uitleenbeurt dat de promotie naar de Eredivisie iets te vroeg kwam voor Baeten. Baeten speelde uitsluitend voor het U19-elftal van Torino onder 19, dat uitkwam in de Campionato Primavera 1, de hoogste jeugdcompetitie van Italië. Baeten kwam in 33 wedstrijden tot acht doelpunten, waarmee hij zich tot clubtopschutter kroonde. In de Coppa Italia Primavera, een bekertoernooi voor jeugdteams, scoorde hij ook tweemaal in de 3-2-zege tegen US Alessandria Calcio 1912. Torino lichtte de optie om hem definitief over te nemen evenwel niet.

### Beerschot VA
In juni 2022 werd Baeten opnieuw uitgeleend, ditmaal aan een club uit eigen land: de twintigjarige aanvaller ondertekende een huurcontract van één jaar bij Beerschot VA, dat in het seizoen 2021/22 uit de Jupiler Pro League was gedegradeerd. Beerschot bedong een aankoopoptie in het huurcontract van de jonge aanvaller. Baeten groeide meteen uit tot een vaste waarde in de basisploeg van trainer Andreas Wieland. De Brabander sloot de reguliere competitie af met elf doelpunten, die Beerschot geregeld puntenwinst hadden opgeleverd.
Beerschot begon als nummer drie aan de promotie-playoffs, met acht punten minder dan koploper RWDM. Baeten kwam in de play-offs nog tweemaal tot scoren – op de tweede speeldag maakte hij het enige doelpunt in de wedstrijd tegen Lierse Kempenzonen –, maar al gauw werd duidelijk dat de titelstrijd tussen RWDM en SK Beveren beslecht zou worden. Baeten, die in september 2022 ook had gescoord in het bekerduel tegen Knokke FC. Daarmee eindigde hij met voorsprong als clubtopschutter – Nökkvi Thórisson klokte af op acht doelpunten. Nog voor het einde van het seizoen lichtte Beerschot de aankoopoptie op Baeten.

### Go Ahead Eagles
Baeten begon de voorbereiding op het seizoen 2023/24 in het shirt van Beerschot, maar al gauw raakte bekend dat er interesse van Go Ahead Eagles was voor de aanvaller. Begin juli 2023 ondertekende Baeten effectief een driejarig contract bij de club uit Deventer, die in het seizoen 2022/23 elfde was geëindigd in de Eredivisie. Met Xander Blomme kwam hij er een ex-ploegmaat van bij Club NXT tegen.
Op 2 september 2023 maakte Baeten zijn debuut in de Eredivisie: op de vierde competitiespeeldag liet trainer René Hake hem tegen SC Heerenveen op het uur invallen. Baeten bleef dat seizoen een lange tijd invaller, pas na veertien invalbeurten op rij in de competitie kreeg hij op 17 februari 2024 zijn eerste basisplaats, en dat uitgerekend tegen Heerenveen. Na die eerste basisplaats keerde Baeten weer even terug naar zijn invallersstatuut, maar op 30 maart 2024 startte hij aan een reeks van zeven basisplaatsen op rij in de competitie. Op het einde van het seizoen verdween Baeten toch weer naar de bank bij Go Ahead Eagles, dat op 26 mei 2024 via de play-offs een Europees ticket afdwong. Baeten viel in de finalewedstrijd tegen FC Utrecht, waarin Go Ahead Eagles pas na verlengingen aan het langste eind trok, na 84 minuten in voor Jakob Breum.
Baeten sloot zijn debuutseizoen bij Go Ahead Eagles af met nul goals in de competitie, maar in de KNVB Beker trof hij driemaal raak: in de eerste ronde legde hij tegen Koninklijke HFC in de verlengingen de 1-4-eindscore vast, in de 7-1-zege tegen De Treffers in de tweede ronde scoorde hij de twee laatste doelpunten van de Eagles.

### Roda JC
Baeten begon het seizoen 2024/25 bij Go Ahead Eagles, dat trainer René Hake in het tussenseizoen inwisselde voor Paul Simonis: op 1 augustus 2024 viel hij in de terugwedstrijd van de tweede Conference League-voorronde in tegen SK Brann, tien dagen later viel hij op de openingsspeeldag van de Eredivisie in tegen Fortuna Sittard. Eind augustus maakte Baeten evenwel op huurbasis de overstap naar eerstedivisionist Roda JC, dat hem voor een seizoen huurde van Go Ahead Eagles.

## Clubstatistieken
| Seizoen | Club            | Land               | Competitie      | Competitie | Competitie | Beker | Beker | Supercup | Supercup | Europees | Europees | Totaal | Totaal |
| Seizoen | Club            | Land               | Competitie      | Wed.       | Dlp.       | Wed.  | Dlp.  | Wed.     | Dlp.     | Wed.     | Dlp.     | Wed.   | Dlp.   |
| ------- | --------------- | ------------------ | --------------- | ---------- | ---------- | ----- | ----- | -------- | -------- | -------- | -------- | ------ | ------ |
| 2020/21 | Club NXT        | Vlag van België    | Eerste klasse B | 15         | 6          | —     | —     | —        | —        | —        | —        | 15     | 6      |
| 2020/21 | N.E.C.          | Vlag van Nederland | Eerste Divisie  | 10         | 1          | 1     | 0     | —        | —        | —        | —        | 11     | 1      |
| 2021/22 | → Torino FC     | Vlag van Italië    | Serie A         | 0          | 0          | 0     | 0     | —        | —        | —        | —        | 0      | 0      |
| 2022/23 | → Beerschot VA  | Vlag van België    | Eerste klasse B | 30         | 13         | 2     | 1     | —        | —        | —        | —        | 32     | 14     |
| 2023/24 | Beerschot VA    | Vlag van België    | Eerste klasse B | 0          | 0          | 0     | 0     | —        | —        | —        | —        | 0      | 0      |
| 2023/24 | Go Ahead Eagles | Vlag van Nederland | Eredivisie      | 28         | 0          | 3     | 3     | —        | —        | —        | —        | 31     | 3      |
| 2024/25 | Go Ahead Eagles | Vlag van Nederland | Eredivisie      | 1          | 0          | 0     | 0     | —        | —        | 1        | 0        | 2      | 0      |
| 2024/25 | → Roda JC       | Vlag van Nederland | Eerste Divisie  | 11         | 5          | 1     | 0     | —        | —        | —        | —        | 12     | 5      |
| Totaal  | Totaal          | Totaal             | Totaal          | 95         | 25         | 7     | 4     | 0        | 0        | 1        | 0        | 103    | 29     |

Bijgewerkt op 12 november 2024.

## Interlandcarrière
Baeten doorliep de jeugdteams van België en speelde voor de onder 15, onder 17, onder 18 en onder 19. Op het EK onder 17 in 2019 maakte Baeten indruk: in de eerste groepswedstrijd viel hij tegen Tsjechië in de 88e minuut in bij een 1-0-achterstand en scoorde hij in de blessuretijd de 1-1, in de tweede groepswedstrijd scoorde hij twee keer in de 3-0-zege tegen Griekenland. Uiteindelijk werd België in de kwartfinale uitgeschakeld door Nederland.